# 외독소

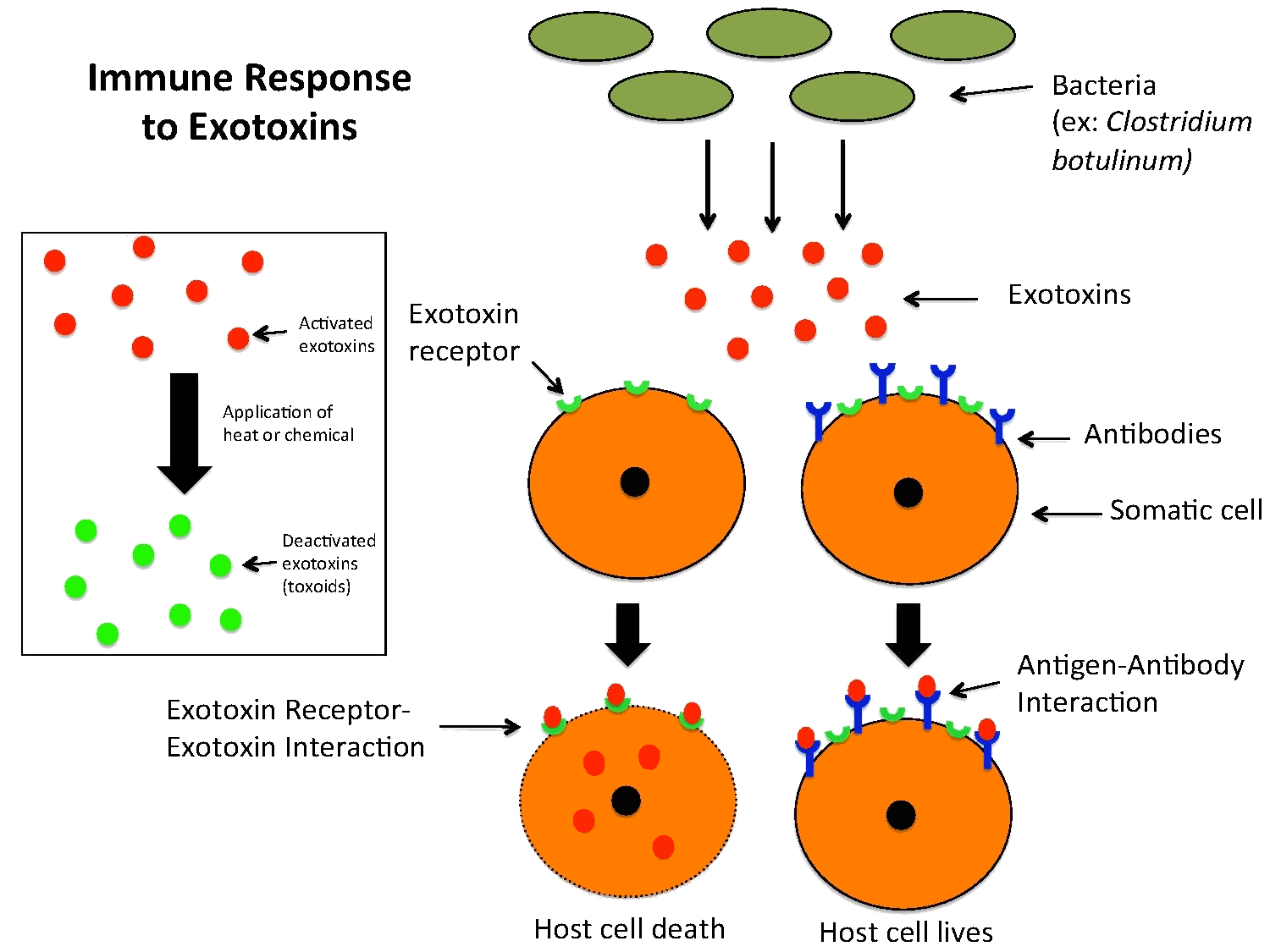
외독소가 세균의 세포벽에 의해 어떻게 분비되는지를 설명한 그림.

외독소(外毒素, exotoxin)는 세균에 의해 분비되는 독성이다. 외독소는 세포벽을 파괴시키거나 정상적인 세포물질대사를 방해함으로써 숙주에게 위해를 줄 수 있다. 강도가 심한 편이며 숙주에게 상당한 피해를 줄 수 있다. 내독소와 비슷한 점도 있으며 세포의 용해 중에 확산된다.
외독소는 면역계가 만들어내는 항체에 감내할만한 수준이지만, 수많은 외독소들은 너무 독성이 심해서 면역계가 이들에 대해 방어할 기회가 있기도 전에 숙주에게 치명적일 수 있다. 이러한 이유로 항독소, 항혈청이 포함된 항체가 주입되어 수동면역을 제공하게 된다.

## 같이 보기
- 내독소